# Lenísio
Lenísio Teixeira Júnior (ur. 23 października 1976) – brazylijski futsalista, piłkarz. Swoją dorosłą karierę z futsalem zaczynał w brazylijskim A.D.C. Wimpro. W latach 2002–2005 reprezentował barwy hiszpańskiego klubu ElPozo Murcia.